# Trécesson
Trécesson est une municipalité de canton située en Abitibi, au Québec (Canada).

## Toponymie
Trécesson est nommée en l'honneur du lieutenant-colonel Marie-Joseph Toussaint de Carné de Trécesson, commandant du troisième bataillon du régiment de Berry de l'armée de Montcalm. Il participa à la bataille de Fort Carillon le 8 juillet 1758 et il fut blessé lors de la bataille de Sainte-Foy du 28 avril 1760 et mort en mai de la même année.

## Histoire
Le canton de Trécesson se compose de deux villages, soit Villemontel, paroisse St-Simon-de-Villemontel (Centre Administratif) et La Ferme, paroisse de St-Viateur-de-la-Ferme.

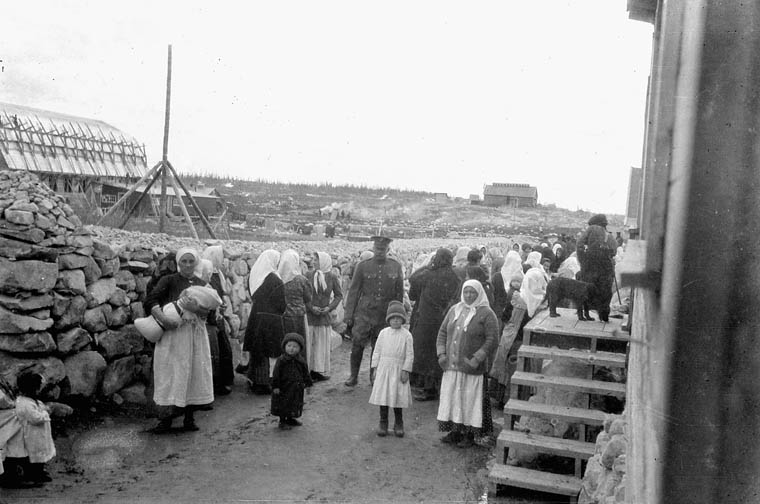
Femmes et enfants prisonniers du camp d'internement de Spirit Lake.

Trécesson fut fondé lors de la Première Guerre mondiale sur le site du camp d'internement de Spirit Lake, un camp de détention pour les civils sans citoyenneté soupçonnés de représenter un danger pour la sécurité nationale. Entre le 13 janvier 1915 et 28 janvier 1917, 1200 prisonniers de guerre; la plupart des Ukrainiens, les autres, des Allemands, des Bulgares et des Turcs, et 249 (9 officiers, incluant un médecin, 40 sous-officiers, 160 simples soldats) militaires et 5 civils passèrent par le camp de détention. Après la guerre et jusque dans les années soixante on y trouva une école d’agriculture et une ferme expérimentale.
L'Église de St-Simon-de-Villemontel a été érigée sur la ligne de partage des eaux qui délimite les bassins hydrographique du St-Laurent et de la Baie d'Hudson. La rivière Villemontel coule vers le sud et la rivière Davy coule vers le nord.
En 2009, la paroisse de St-Viateur-de-la-Ferme met définitivement un terme à ses activités.

### Chronologie
- Les premiers colons arrivent à Villemontel à l'été de 1916.
- 24 août 1918 : Fondation de la municipalité de canton de Trécesson, population 550 âmes.
- Paroisse érigée canoniquement en 1919 sous le patronage de St-Simon.
- Église construite en 1922.
- Pépinière Trécesson fondée en 1928.

## Géographie
Son territoire comprend le village de Villemontel.

## Démographie
| 1986 | 1991  | 1996  | 2001  | 2006  | 2011  | 2016  | 2021  |
| ---- | ----- | ----- | ----- | ----- | ----- | ----- | ----- |
| 883  | 1 061 | 1 145 | 1 177 | 1 195 | 1 138 | 1 223 | 1 232 |

## Administration
Les élections municipales se font en bloc pour le maire et les six conseillers.
| Trécesson Maires depuis 2001                                                                                         |                             |          |
| Élection | Maire                       | Résultat |
| 2001 | Anita Larochelle            | Voir     |
| 2005 | Jacques Trudel              | Voir     |
| 2009 | Ghislain Nadeau             | Voir     |
| 2013 | Anita Bédard-Larochelle (2) | Voir     |
| 2017 | Chantal Poliquin            | Voir     |
| 2019 | Jacques Grenier             | Voir     |
| 2021 | Ghislain Nadeau             | Voir     |
| Élection partielle en italique Depuis 2005, les élections sont simultanées dans toutes les municipalités québécoises |                             |          |